# Karlos Arguiñano
Karlos Arguiñano Urkiola (Beasain, 6 settembre 1948) è un cuoco spagnolo, ma anche presentatore televisivo e produttore.

## Biografia
Nato a Beasain nella provincia di Gipuzkoa, sin da giovane fissò la sua residenza a Zarautz.
Frequentò l'equivalente della scuola elementare presso i benedettini di Lazkao e successivamente si diplomò presso un istituto tecnico industriale e lavorò presso una fabbrica di treni del CAF della Renfe come carrozziere.
All'età di 17 anni si iscrisse a un corso della scuola alberghiera Escuela de Hostelería del Hotel Euromar, dove apprese per tre anni le fondamenta del mestiere sotto la guida del maestro Luis Irizar.
Nel 1978 aprì un hotel-ristorante a Zarautz, all'interno della ricorstruzione di un castello di pietra, e sempre in questa città, nel 1996 inaugurò la Academia de Cocina Aiala. Possiede altresì alcuni ettari di vigneto di txakoli, un vino tipico dei Paesi Baschi.

### L'attività televisiva
Parte della sua fama è legata alla fortuna degli show culinari televisivi che ha condotto, dapprima nella televisione basca Euskal Telebista e dal 1992 su TVE 1 con un programma intitolato El menú de cada día, oltre che sulla rete argentina Canal 13, mentre dal 2004 al 2010 ha condotto Karlos Arguiñano en tu cocina su Telecinco, per poi portare tale programma su Antena 3. In questo ambito è considerato il pioniere in Spagna.
Il suo stile consiste nel combinare la spiegazione della ricetta con trucchi, battute, freddure e momenti in cui si improvvisa cantante di motivi popolari, mantenendo sempre elevato il tono e il ritmo della trasmissione e cercando di avvicinare il pubblico rivolgendosi direttamente all'ascoltatore e commentando le lettere scritte dagli ascoltatori. Nonostante il programma si trasmetta all'incirca all'ora di pranzo, non sono infrequenti allusioni e allegorie di natura sessuale, che tuttavia sono dosate e goliardiche. 
La sua frase tipica è "Rico, rico y con fundamento" che potrebbe essere tradotta come "Gustoso, gustoso e con sostanza".

### Cinema
Vista la popolarità nel suo Paese, è stato a più riprese chiamato a partecipare sul set di film quali Airbag, Año mariano e altri.

### Attività nei media

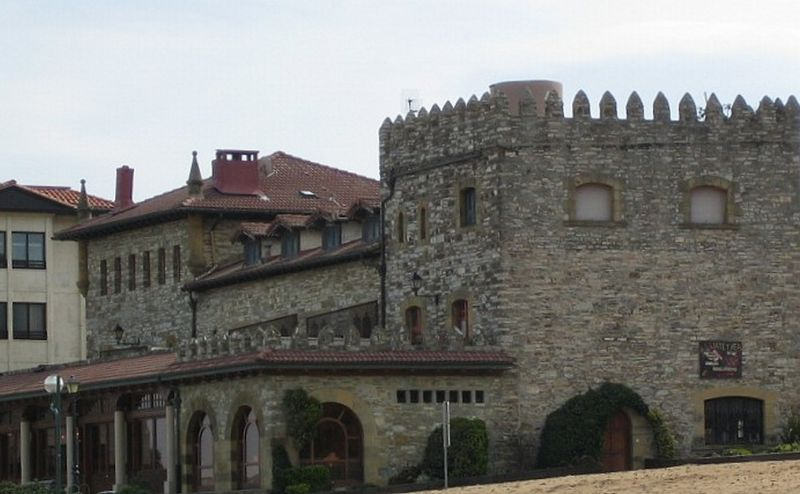
Il ristorante a Zarautz.

Ha scritto diversi libri di iniziazione alla cucina. È titolare di una impresa, la Bainet, che è responsabile tanto della pubblicazione dei suoi libri quanto del programma televisivo. Inoltre è stato tra i soci del GAMP, consorzio proprietario del 51% della televisione La Sexta, dove ha lavorato sua sorella Eva, anch'essa cuoca.